# Миникой
Миникой (англ. Minicoy, мальд.  މަލިކު (divehi ra: məliku), малаял. മലിക്കു) — самый южный остров в индийской союзной территории Лакшадвип, единственный населённый в атолле Малику.

## География

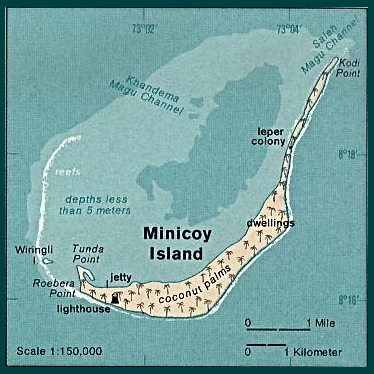
Карта атолла Миникой (Малику)

Миникой находится к югу от Лаккадивских островов, с которыми его разделяет пролив Девятого Градуса, ближайший же населённый остров — мальдивский Тураакуну, находящийся южнее через пролив Восьмого Градуса.
Остров напоминает полумесяц, с мелководной лагуной на севере, представляет собой полосу земли, местами шириной более нескольких сот метров и длиной более 10 км. Площадь острова — 4,39 км². В старых судовых лоциях было написано, что судам, проходящим на расстоянии менее 160 км от острова, запрещается опреснять морскую воду.
Климат на острове морской тропический. Среднемесячные температуры — от +27,0 °С январе до 29,3 °C в апреле. Осадков — от 13 мм в январе до 293 мм в июне, в год — 1613 мм.
Практически весь остров покрыт кокосовыми пальмами. На Миникое действуют метеорологическая станция и маяк.

## Климат
| Показатель                    | Янв. | Фев. | Март | Апр. | Май  | Июнь | Июль | Авг. | Сен. | Окт. | Нояб. | Дек. | Год  |
| ----------------------------- | ---- | ---- | ---- | ---- | ---- | ---- | ---- | ---- | ---- | ---- | ----- | ---- | ---- |
| Абсолютный максимум, °C       | 32,3 | 33,0 | 34,1 | 34,8 | 34,9 | 33,8 | 33,2 | 32,7 | 33,0 | 32,9 | 33,0  | 33,1 | 34,9 |
| Средний суточный максимум, °C | 30,7 | 31,0 | 31,8 | 32,5 | 32,1 | 30,8 | 30,6 | 30,3 | 30,3 | 30,7 | 30,8  | 31,0 | 31,0 |
| Средняя температура, °C       | 27,0 | 27,4 | 28,4 | 28,3 | 29,1 | 28,0 | 27,8 | 27,5 | 27,6 | 27,7 | 27,5  | 27,5 | 27,9 |
| Средний суточный минимум, °C  | 23,2 | 23,6 | 24,8 | 26,0 | 26,1 | 25,1 | 25,1 | 24,7 | 24,8 | 24,7 | 24,1  | 23,9 | 24,6 |
| Абсолютный минимум, °C        | 18,1 | 18,4 | 18,9 | 20,5 | 19,5 | 20,2 | 19,5 | 19,5 | 20,1 | 20,3 | 17,8  | 19,0 | 17,8 |
| Норма осадков, мм             | 13   | 23   | 21   | 60   | 189  | 293  | 230  | 241  | 184  | 147  | 145   | 67   | 1613 |
| Источник:                     |      |      |      |      |      |      |      |      |      |      |       |      |      |

## Население
Население — около 10 200 человек по оценкам 2006 года. Хотя, как и в остальном Лакшадвипе, население исповедует ислам, родным языком жителей острова является не малаялам, а дивехи (диалект Махал), распространённый на Мальдивах. Однако, с 1956 года индийское правительство запретило местным жителям контакты с мальдивцами.
Также считается, что на острове самый большой в мире лепрозорий.